# 北海道足球聯賽
北海道足球聯賽是日本北海道的業餘足球联赛，为日本全国九个地区联赛之一，設有四個區域聯賽，並且其下還設有地區聯賽。目前有8支参赛球队，冠军可获得全国地区足球冠军联赛的资格，进而有机会升入日本足球联赛（JFL）；但迄今为止，还未能有任何一支球队循此途径升入更高级别联赛。
雖然參賽的都道府縣僅為北海道，但該聯賽仍被視為區域聯賽。在北海道，區域聯賽則相當於其他都府縣的都道府縣聯賽。

## 歷史
北海道足球聯賽創設於1978年，這使得日本全國所有地區均設立足球聯賽。在創設第一年，通過預選賽選出的四支球隊參加首屆比賽，最終由函館76FC（現時黑啄木鳥函館FC）奪得冠軍。隨後聯賽規模逐步擴大，1979年增至六支球隊，1980年增至八支球隊，1984年進一步擴展至十支球隊。
2003年，乙組聯賽被廢除，取而代之的是新設區域聯賽（ブロックリーグ）。
從2009年起，聯賽參賽球隊數量由八支減少至六支。對此時任北海道足球協會理事長熊谷輝男表示，這一改變旨在提升比賽的競爭激烈程度，同時避免過於密集的賽程。然而自2011年起，聯賽再次恢復為八支球隊參賽。
2020年，由於2019冠狀病毒病疫情的影響，聯賽賽制改為單循環賽，同時取消當年從北海道聯賽的降級制度（但仍保留從區域聯賽晉級機會）。因此，在2021年，聯賽規模一度擴大至十支球隊，並採用單循環賽制。其中排名第9及第10的球隊自動降級，而排名第7及第8的球隊則需參加區域聯賽決賽。

## 外部連結
- 財團法人 北海道足球協會
  - 北海道足球協會 比賽資訊 第1類 北海道大會 （页面存档备份，存于）
  - 北海道足球協會 比賽資訊 第1類 區域大會
- 公益財団法人 公益財團法人 北海道足球協會【官方】的X（前Twitter）